# Sack AS-6
Sack AS-6 – prototypowy samolot konstrukcji Arthura Sacka. Jedyny niemiecki samolot z okresu II wojny światowej o okrągłych skrzydłach, którego istnienie potwierdzono źródłowo.

## Historia
Samolot był budowany w latach 1940–1944 przez Arthura Sacka, niemieckiego przedsiębiorcę i inżyniera-amatora. Sack postawił sobie za cel skonstruowanie samolotu o okrągłych skrzydłach. W tym celu stworzył w sumie pięć modeli. Jego pomysłem zainteresowany był Ernst Udet szefujący Urzędowi Technicznemu w Ministerstwie Lotnictwa Rzeszy. Ostatecznie, Sack zaprezentował swój piąty model (AS-5) na konkursie modeli spalinowych sterowanych zdalnie, który zorganizowano w czerwcu 1939 pod Lipskiem. Model miał rozpiętość skrzydeł wynoszącą 125 centymetrów i silnik o mocy 1,5 konia mechanicznego. Zadaniem postawionym przed uczestnikami konkursu był start i lądowanie maszyny w tym samym miejscu. AS-5 nie sprostał zadaniu (nie był w stanie wzbić się w powietrze z ziemi), ale wykonał lot „z ręki”.
Arthur Sack uznał, że jego konstrukcja jest na tyle dobra, że może rozpocząć prace nad pełnowymiarowym egzemplarzem. Pod koniec 1940 rozpoczął budowę AS-6. Swoją pasję Sack wykonywał chałupniczo, ale ostatecznie samolot udało się zbudować w zakładach Mitteldeutsche Motorenwerke na początku 1944. Następnie prototyp przeniesiono do bazy lotniczej w Brandis w Saksonii, gdzie wykonano pierwsze testy.
Prowadzone w lutym 1944 testy wykazały liczne problemy, które należało rozwiązać przed ewentualnym wprowadzeniem samolotu do produkcji. Do najważniejszych należały: zbyt słaby ster ogonowy oraz niska moc silnika. Podczas testów uszkodzeniu uległa także prawa goleń podwozia. Ze względu na spowodowany brakami wojennymi brak możliwości zmiany silnika na mocniejszy, zdecydowano się zmienić rozmieszczenie kół i nachylenie kadłuba. Samolot dodatkowo dociążono 70 kilogramami balastu, aby zminimalizować ryzyko przechyłu do przodu. W czasie kolejnych, przeprowadzonych w kwietniu, testów, samolot oderwał się od pasa startowego i wykonał dwa „skoki”. Pilot stwierdził jednak, że lot jest niemożliwy bez mocniejszego silnika, a skrzydła mają zbyt małą rozpiętość. Arthur Sack wrócił więc do nanoszenia poprawek, a AS-6 został umieszczony w hangarze. W lecie 1944 do Brandis przeniesiono jednostkę szkoleniową Jagdgeschwader 400, która szkoliła się na nowych myśliwcach Messerschmitt Me 163. Piloci z jednostki postanowili wypróbować znaleziony model AS-6, ale podczas próby startu doszło do złamania goleni podwozia. Egzemplarz został dodatkowo uszkodzony podczas atakowania przez alianckie lotnictwo bazy Brandis w zimie 1944/1945.
Ostatecznie Niemcy zdecydowali się rozebrać samolot (chciano pozyskać drewno z jego konstrukcji), z którego do kwietnia 1945 (moment wkroczenia aliantów) pozostało tylko trochę metalowych części.